# Pla de la Cañada
Pla de la Cañada o Llano de la Cañada és una pedania del terme municipal de Vilafermosa, a la comarca de l'Alt Millars, País Valencià. L'indret es troba a uns quatre quilòmetres en direcció sud del nucli municipal. L'any 2009 tenia 40 habitants.